# فرمول یک (برنامه تلویزیونی)
فرمول یک یک برنامه تلویزیونی با تهیه‌کنندگی و اجرای علی ضیا در سبک اجتماعی و تاک شو بود که دوشنبه، سه‌شنبه و چهارشنبه ساعت ۲۳:۰۰ روی آنتن شبکه یک می‌ رفت. این برنامه هر قسمت مهمان یک خواننده، بازیگر و یا شخصیت خاص و متمایز در عرصه‌های مختلف بود.
برنامه فرمول یک هر ساله در روزهای نزدیک به سال جدید با عنوان ویژه برنامهٔ نوروزی و با هدف انتخاب چهره مردمی سال ایران روی آنتن می‌رود و تا پس از تحویل سال پخش می‌شود که این برنامه با حضور هنرمندان، ورزشکاران و خوانندگان همراه خواهد بود. این ویژه برنامه با رویکرد امیدبخشی و شادی برای مردم ایران پخش می‌شود.
در این فصل از برنامه علاوه بر گفتگوی علی ضیا با میهمانان،این برنامه بخش های متنو‌‌‌ع دیگری هم دارد از جمله استنداپ کمدی های امیرکربلایی زاده،حضور خوانندگان و اجرای آهنگ توسط آنها و... .